# Enigma Records
Enigma Records foi uma gravadora de rock popular e rock alternativo dos anos 80. No início era uma divisão da empresa Greenworld Distribuição, uma distribuidora independente de música, e se tornou uma companhia em 1985.
Enigma foi fundada pelos irmãos William Hein e Wesley Hein. Jim Martone entrou para a companhia em 1984 e mais tarde se tornou um dono junto com os irmãos Heins. O foco da Enigma era em Punk rock, Rock alternativo, e Heavy metal e também Música eletrônica, Jazz.
Alguns artistas dessa gravadora são Poison, Stryper, Death Angel, Berlin, Mötley Crüe, Red Hot Chili Peppers, Ratt, Great White, The Untouchables, TSOL, 45 Grave, Slayer, Agent Orange, The Dead Milkmen, Channel 3, Ike Willis, e muitas outras bandas de rock. Enigma também lançou algumas trilhas sonoras de filmes como The Terminator e The Return of the Living Dead.